# یامائوچی اوچیما
یامائوچی اوچیما (انگلیسی: Masato Uchiyama; ۲ مهٔ ۱۹۸۶ –) بازیگر اهل ژاپن بود. از فیلم و مجموعه‌های تلویزیونی که او در آن نقش آفرینی کرده است می‌توان به موساشی (مجموعه تلویزیونی تایگا) اشاره کرد.